# 鋼鉄の雨
『鋼鉄の雨』（原題：강철비/Steel Rain）は、2011年に発表された同名のウェブトゥーンに基づいて、Yang Woo-sukが監督した2017年の韓国のアクション・スリラー映画   。映画の主役は、チョン・ウソンとクァク・ドウォン    。 
本作は2017年12月14日に韓国で公開され、その後2018年3月14日にNetflixで世界中に公開された  。 

## あらすじ
北朝鮮にて、北朝鮮特殊部隊の元エージェントであるオム・チョルウ（チョン・ウソン）に、偵察総局（RGB）の局長リ・テハン（キム・ガプス）から、護衛司令部の長官パク・グァンドンと国家保衛省の大臣キム・ドゥウォンを暗殺する任務が下される。北朝鮮内でも屈指の実力者である2人が祖国解放戦争勝利記念日にクーデターを計画しているという情報を受け取ったからであった。 一方、韓国では、韓国の外交・国家安全保障担当の大統領秘書官であるクァク・チョルウ（クァク・ドウォン）は電話を受け、キム・ギョンヨンの韓国大統領選での勝利を祝福する。電話を終えると、気づいた時には、離婚した元妻スヒョンが子供たちを連れて立ち去った後であった。平壌の夜、オムは朝鮮人民軍のトラックを運転し、事故を装って公用車に衝突すると同時に車内にいた国家保衛相ともども橋から転落する。2台とも冷たい川に転落するが、オムはなんとか脱出することができたのだった。 
翌朝、韓国では、クァクが中国国家安全部韓国支部の韓国人部長であるリー・ホンジャン（キム・ミョンゴン）と中華レストランで会っていた。彼はクァクに中国の国家安全部部長と北の国家保衛相がともに写った遺体写真を見せ、「1号」が2人を処刑したというニュースや証拠がないので、公式的には自動車事故として処理されたと述べた。しかし、RGBのリ局長と同じように、リーもまた北で起こる大粛清の情報を受け取っていたのだった。 
青瓦台に戻って、クァクは現職の韓国大統領イ・イーソン（キム・ウィソン）に、権力闘争のために北で起こり得る大粛清について説明する。 クァクは次期大統領に知らせるかどうか尋ねるも、ほっといても知るだろうからとイ大統領は伝えることに消極的だった。 
北に戻ると、オムは食堂に入り、制服、携帯電話、お金、および建物の設計図が入ったバッグを受け取る。 夜遅く家に帰ると、妻にキューバの北朝鮮大使館で働くように伝える。任務を遂行する前に、家族に最後の別れを告げたのだった。 
翌朝、開城工業団地で、オムは地図に記された通気口にてスナイパーライフルを受け取り、北朝鮮と中国企業による合同の開所式式典を視察する予定の「1号」とパク司令部長の到着をその場に潜んで待つことにする。翌日、目を覚ましたオムは、3台の人民軍のトラックが式典会場に到着し、会場に不審なものがないか確認する部隊の存在に気付く。 墓地では、キム同志の葬儀が執り行われ、パク司令部長は電話でクーデターの開始の合図をだす。合図を受け、韓国の京畿道北部で韓国兵を装った北朝鮮の工作員グループが、在韓米軍のMLRS車両を奪取する。式典会場では「1号」が到着し、盛大な歓待を受けるも、オムはパク司令部長が同行していないことに気付き、上官のリ局長にメッセージを送信しようとするが、なぜか送信に失敗する。その頃、音信不通となったMLRS車両を捜索していた米陸軍ヘリコプターが車両を発見するが、2発のミサイルが発射されるのを目視する。 車両と通信を試みるも応答がないため、パイロットは車両を破壊するように命令される。 
状況を確認していたオムが、現場の護衛たちの動きが慌ただしくなっていることに気付いた瞬間、潜んでいた通気口が崩壊する。何とか無傷だったオムは立ち上がると、MLRSによる攻撃で一瞬にして殺された無数の民間人の死体を目にする。その後、再びミサイルが飛来し、ミサイルのクラスター爆弾でほとんどの生存者を殺害する。大量虐殺を目の当たりにし呆然とするオムであったが、チェ・ミョンロク大尉率いる部隊が人民軍トラックから下車し、米国が攻撃と生存者の殺害に責任があると主張して生存者を次々と射殺するのを目にする。 クーデターが進行するなか、偶然にもオムは式典に参加していた2人の女子学生とともに、出血し意識のない「1号」をおもちゃ会社のバンに隠して殺戮現場を後にし、避難を求める中国外交部の中国企業の代表が国境を超えるのに乗じて韓国へと入国する。 
韓国では、会合中のイ現大統領とキム次期大統領がNISのパク・ビョンジン室長から、米軍のMLRSが強奪され、開城を攻撃し、韓米連合軍司令部からDEFCON 3の発令要請されたことを伝えられる。さらに、車両から韓国兵の遺体が発見されたが認識票は偽物だったことが知らさる。クァクはCIAの局長ジョアンヌ・マーティンと面会し、開城への米軍ミサイル攻撃についてメディアに状況を漏らした理由を尋ねた。 彼女は、米軍の兵器が使用されたとはいえ、北朝鮮への攻撃を開始するために韓国の土地から攻撃されたことを、正確に世間に伝える必要があったと主張した。また、状況から、彼女はクーデターが勃発し、「1号」が死んだと確信していた。 彼女は、すべての戦争は先制攻撃から始まるとクァクの耳に残す。 
オムたちは、一山の女医が一人いるだけの小さな診療所に駆け込み、「1号」の命を救ってほしいと彼女に頼み込む。彼女は自分は産科医であり、救急車を呼ぶように伝えるが、オムは銃を突きつけ傷つけるつもりはないと約束し、「1号」を救うように彼女に懇願する。彼女が女学生2人に協力してもらって「1号」に輸血している間、オムは上官のリ局長に電話をかけ、自分が委員長同志と一緒にいて危機的状況にあることを知らせる。 リ局長は、オムが委員長同志を連れ戻さなければ、パクのクーデターが成功してしまうと言い、委員長同志を保護するために人を送ることを伝える。 産科医はオムに、指導者のために全力を尽くしたが、自分には彼の脳の近くにある弾丸を治療する能力はないと話す。その後、オムはバンが医院の外に到着するのに気づき、上官が送ってきた要員だと理解した。しかし、彼らが開城で殺戮を繰り広げていたチェ率いるグループであることが判明し、実際にはオムと委員長同志を殺すために来たのだった。オムは彼らを排除し、チェの気管をつぶす。気管が詰まり呼吸困難に陥るチェだったが、メスで喉にチューブを刺して気道を確保し、オムたちを追いかけるも、オムたちは医院を搬送車で脱出する。それからオムは産科医に、委員長同志を秘密裏に治療する場所を見つけるように言い、ソウルの美容形成外科クリニックにいるクァクの元妻であるスヒョンのもとに到着する。それは全くの偶然であった。 
職場で目を覚ましたクァクは、3人の遺体が一山のアルム産婦人科医院で発見され、北朝鮮の工作員と推測されるとスタッフメンバーから伝えられる。また、銃撃戦が起きる20分前に北の指導者がそこにいるという通報を受けたという報告を受ける。彼は元妻に連絡をするが、応答がないので、子供たちに電話をかけ、彼女が自分のクリニックで深夜にもかかわらず働いていることを知る。クァクはクリニックを調べに行くので1時間後に電話をかけ、出ないときは特殊部隊を派遣するようスタッフに指示する。クァクはクリニックに到着し、オム、スヒョン、そして産科医を見つける。オムはテレビをつけて、自国が宣戦布告したことを知る。彼は上官のリ局長に電話をかけ、パクが宣戦布告した理由は、最前線の部隊が首都に強制的に進入するのを防ぐためであったことを知る。オムが会話を終えると、彼は第707特殊任務大隊に囲まれ、逮捕されてしまう。オムはクァクに委員長同志を救うように頼み、委員長同志と北朝鮮の前線部隊が平壌に進出してクーデターを鎮圧できるように韓国政府を説得するようにクァクに懇願する。 一方で、北からの宣戦布告を受けたイ大統領は国の戒厳令を宣言する。 
翌朝、オムはクァクに、RGBの指揮官であるリ・テハンと話をするように上司に言うように頼みます。 パク室長はオム氏の要請を拒否し、北朝鮮軍側の指導者との会談に赴く。クァクとオムは密かに会談現場に到着し、遠くから観察するが、彼らからは、リ総局長が会談に参加しているかどうかを確認できずにいた。オムがリ総局長を呼び出そうとすると、銃声が聞こえてくる。 オムは会談を攻撃する狙撃兵を見つける。狙撃されるなかで、パク室長や北朝鮮側の会談相手なんとかその場から逃げる。発砲の間、クァクは軍に救援要請をする。その後、オムとクァクは北朝鮮の工作員の乗るダンプカーで追われる車両を追跡し、パク室長たちの救出に向かう。オムはダンプカーの工作員を撃ち、クラッシュさせる。オムが衝突された車からリ総局長を救出しようとするが、そこにリ総局長の姿はなく、乗っていたのは護衛司令部長パク・グァンドンであった。オムはクーデターの首謀者パクを射殺する。リ総局長からの指令で、彼を暗殺することでオムは英雄として扱われ、彼の家族も英雄の一家となると言われていたのであった。しかし、北朝鮮の狙撃兵はパク室長とオムを撃ち、その場で韓国軍のヘリコプターによって殺害される。韓国軍が到着し、その地域を包囲し、残っている北朝鮮の工作員の探索を行う。  
北朝鮮の軍事地下基地では、リ総局長がクーデターを利用して、基地の部隊を制圧し、核兵器を掌握するも、承認装置を起動するための暗号装置のうちの1つは委員長同志が所持していることが判明する。テレビの報道で委員長同志の所在を知り、リ総局長はチェと彼の部隊を病院に送り込む。最初に青瓦台を襲撃し、そこに韓国軍の注意を引くことで、病院を守る部隊の数を減らす。チェたちと委員長同志を守るオムたちの戦闘の末に、委員長同志のもとへとたどり着いたチェは、手術台の上に横たわる委員長同志を射殺するが、それは元NIS室長パクの遺体であった。駆け付けた韓国軍により、チェは射殺される。 
その夜遅く、米空軍は日本の自衛隊と協力して、北朝鮮に核ミサイルを発射する。北朝鮮は日本に向けて核ミサイルを発射することで反撃する。 核ミサイルは迎撃されるが、核爆発からの電磁パルスは米国側のミサイルを撃墜する。 海上で何が起こったのかを聞いたオムはクァクに、委員長同志が死んだという虚偽の情報を流し、北朝鮮軍部による暗号解読までの時間を稼ぐことを提案する。イ大統領は米国に2度目の核攻撃を要請するも、米国国務長官は日本が攻撃されたことにより同盟国重視の観点から彼の要求を拒否するのであった。 
委員長同志を韓国の病院に残したまま、オムとクァクは北朝鮮軍部による核攻撃を阻止するための作戦を練る。クァクはオムを北朝鮮に繋がる秘密トンネルの入り口に連れて行く。そこで、オムはトンネル内で南進の準備を進める北朝鮮軍に会い、リ総局長たちがいる地下の指揮統制室に連れて行かれる。暗号解除コードが手に入ったことで、全軍に演説するリ総局長だったが、その途中でオムが彼に銃を突きつける。オムは撃たれる前にクァクから与えられたスマートウォッチのボタンを押して、GPS信号を出し、韓国空軍にミサイルを発射するように合図した。「みんな…元気で…」と言葉を残してオムは死ぬ。 ミサイルは目標に到達し、地下指揮統制室内にいたリ総局長たちは全滅する。オムが自分を犠牲にしたことに、クァクは涙を流す。 
クーデターと南北紛争が終わった後、キム氏は韓国の新大統領になり、北朝鮮との和平会談と統一を促進させることを改めて国民に誓った。クァクは、オムの妻子に会い、彼が遺した妻子へのプレゼントを手渡す。韓国の当局者は、委員長同志の身柄を北朝鮮の当局者との交渉に使い、信頼の証として北朝鮮が保持する核兵器の半分を手に入れる。そして、委員長同志は北朝鮮へと連れ戻されていった。

## キャスト
- オム・チョルウ - チョン・ウソン：元朝鮮人民軍偵察総局所属のエリート工作員。かつての上官から密命を受ける。
- クァク・チョルウ - クァク・ドウォン：韓国の外交安保担当首席秘書官。
- リ・テハン - キム・ガプス：朝鮮人民軍偵察総局長
- イ・ウィソン - キム・ウィソン：現職の韓国大統領。
- キム・ジョンヨン - イ・ギョンヨン：大統領選に当選したばかりの次期韓国大統領。
- チェ・ミョンロク - チョ・ウジン：人民軍大尉。
- パク・ピョンジン - チョン・ウォンジュン：韓国国家情報院の室長。
- チョン・セヨン - チャン・ヒョンソン：大統領職引受委員→統一省長官。クァクの先輩。
- リョ・ミンギョン - ウォン・ジナ：開城での式典に参加していた女学生のうちの1人。
- パク・グァンドン - イ・ジェヨン：護衛司令部長
- リー・ホンジャン - キム・ミョンゴン ：中華人民共和国国家安全部の対韓総責
- Kwon Sook-jung - パク・ウネ：
- Kang Ji-hye - パク・ソニョン：
- Song Soo-mi - An Mi-na：
- Choi Soo-hyun - Kim Ji-ho：
- Park Yong-gun - Lee Yoon-gun
- Lee Hyang-pil - Kim Hyung-jong
- ジョアン・マーチン - Kristen Dalton ：CIA駐韓支部長
- マイケル・トップス - Ron Donachie ：アメリカ合衆国国務長官
- パク・キヒョン - Kim Ki-hyeon：北朝鮮内閣総理
- サカイ・タカシ - Kim Joong-ki：日本の内閣情報調査室韓国支部長
- Tyler - Andreas Fronk：USFK spokesperson
- North Korean Hacker - Lee Ji-won
- NSC Chairman - Park Min-hee
- パイロット - Daniel Joey Albright
- Kwak Se-min - Lee Si-woo：
- キム・ドゥウォン：朝鮮民主主義人民共和国国家保衛省の国家保衛相
- 国家安全部長のリュウ・インチン：北へ出向いていた。
- チェ・ヨンシク：人民武力相
- リ・ヒョンギル：総参謀長
- ハン・ビョンソン：総政治局長
- タン・ホンチャイ：駐北朝鮮中国大使
- スヒョン：クァクの元妻。美容形成外科医。

## 賞とノミネート
| 受賞                       | カテゴリー     | 受取人                       | 結果       | 参照   |
| -------------------------- | -------------- | ---------------------------- | ---------- | ------ |
| 第54回ペクサン芸術賞       | 最優秀監督     | ヤン・ウソク                 | ノミネート | [ 10 ] |
| 第54回ペクサン芸術賞       | 最優秀俳優     | チョン・ウソン               | ノミネート | [ 10 ] |
| 第54回ペクサン芸術賞       | 最優秀助演俳優 | チョ・ウジン                 | ノミネート | [ 10 ] |
| 第54回ペクサン芸術賞       | 最高の脚本     | ヤン・ウソク、ジョン・ハヨン | ノミネート | [ 10 ] |
| 第23回春史大賞映画祭       | 最優秀俳優賞   | チョン・ウソン               | 受賞       | [ 11 ] |
| 第38回韓国映画批評家協会賞 | トップ11映画   | 『鋼鉄の雨』                 | 受賞       | [ 12 ] |

## 続編
続編である『鋼鉄の雨2：首脳会談』は2020年夏に公開される。チョン・ウソンとクァク・ドウォンが再び主演するが、1作目とは異なる役となる。 

## 参照
- 相互確証破壊
- 2017北朝鮮危機